# Hans Peterson (Schriftsteller)

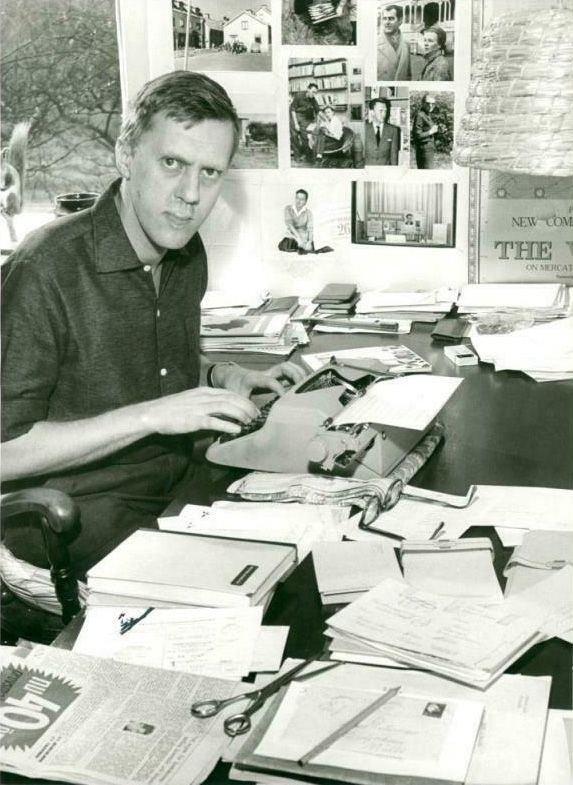
Peterson im Jahr 1961

Hans Peterson (* 26. Oktober 1922 in Väring; † 16. August 2022 in Höganäs, Skåne län) war ein schwedischer Schriftsteller und viele Jahre lang einer der meistausgeliehenen Autoren in schwedischen Bibliotheken. Er verfasste vor allem Kinder- und Jugendbücher, die zum Teil auch ins Deutsche übersetzt wurden. Aber er schrieb auch Bücher für Erwachsene. Viele seiner Bücher wurden für das Fernsehen verfilmt.

## Leben und Werk
Hans Peterson wuchs in Östergötland auf. Er arbeitete als Fabrikarbeiter, Elektriker, Waldarbeiter und Flößer, ehe er 1945 bei einem Autorenwettbewerb für Kinderbücher des schwedischen Verlags Rabén & Sjögren den zweiten Preis nach Astrid Lindgren erhielt. Danach wurde er freier Schriftsteller und verfasste zahlreiche Bücher. Matthias und das Eichhörnchen wurde 1959 mit dem Deutschen Jugendbuchpreis ausgezeichnet, weitere Bücher Petersons kamen auf die Auswahlliste zu diesem Preis: Matthias, Martin und Mari (1959), Matthias hat seinen großen Tag (1960), Als wir eingeschneit waren (1961), Der blaue Kanarienvogel und Ein Löwe im Haus (1962), Komm mit mir, kleine Bronx (1963), Jan Jansson – ein Junge mit Glück (1972), Jagd auf Janne (1978) und Anna vor der Tür 1990.
Peterson erhielt auch den Astrid-Lindgren-Preis, die Nils-Holgersson-Plakette, den Tidningen Vi:s litteraturpris und den Schwedischen Staatspreis für Literatur.
Deutsche Übersetzungen seiner Werke wurden bei Oetinger verlegt. Als dtv-junior-Bände erschienen Ein Löwe im Haus, Matthias in Gefahr und Komm mit mir, kleine Bronx.
Petersons Bücher handeln häufig von Kindern, die sich einsam fühlen und, weil sie keinen Anschluss zu Gleichaltrigen finden, ein intensives Verhältnis zu Tieren entwickeln – wie Ingvar in Ein Löwe im Haus – oder Phantasiewesen erfinden – wie Lieselotte in Komm mit mir, kleine Bronx.
Insgesamt veröffentlichte er rund 250 Bücher, die in fast 30 Sprachen übersetzt wurden. Viele seiner Bücher wurden von Ylva Källström und Ilon Wikland illustriert.
Er starb im Alter von 99 Jahren infolge von Suizid.

## Werke
Romane
- 1945 Stina och Lars på vandring
  - Lars und Stina fliegen heim, dt. von Waltraude Callsen; Boje Verlag, Stuttgart 1974, ISBN 3-414-15020-4.
- 1947 Bröderna
- 1947 De ensamma
- 1947 Stina och Lars i Afrika
- 1948 Stina och Lars rymmer
  - Zwei Naseweise auf der Reise, dt. von Waltraude Callsen; Boje Verlag, Stuttgart 1972, ISBN 3-414-14880-3.
- 1949 Den uppdämda ravinen
- 1950 Flickan och sommaren
- 1950 Okänt land i sikte
- 1952 Lärkorna
- 1954 Janne
- 1955 Stina och Lars i fjällen
  - Lars und Stina in der Klemme, dt. von Waltraude Callsen; Boje Verlag, Stuttgart 1972, ISBN 3-414-14920-6.
- 1955 Det kallas kärlek
  - Inga ist erst fünfzehn, dt. von Waltraude Callsen; Boje Verlag, Stuttgart 1966.
- 1955 Hejda solnedgången
- 1956 Kvinnors kärlek
- 1956 Magnus och ekorrungen
  - Matthias und das Eichhörnchen, dt. von Thyra Dohrenburg; Oetinger Verlag, Hamburg 1958.
- 1957 Magnus, Mattias och Mari
  - Matthias, Martin und Mari, dt. von Thyra Dohrenburg; Oetinger Verlag, Hamburg 1958.
- 1957 Sjörövare i sikte
- 1957 Ett lejon i huset
  - Ein Löwe im Haus, dt. von Fritz Westphal; Oetinger Verlag, Hamburg 1961.
- 1957 Skådespelaren
- 1958 Magnus i hamn
  - Matthias hat seinen grossen Tag, dt. von Thyra Dohrenburg; Oetinger Verlag, Hamburg 1959.
- 1959 Petter Jönsson som hade en gitarr
  - Petter Jönnsson und seine Gitarre, dt. von Margot Franke; Oetinger Verlag, Hamburg 1960.
- 1959 Magnus i fara
  - Matthias in Gefahr, dt. von Thyra Dohrenburg; Oetinger Verlag, Hamburg 1960.
- 1959 Älskarinnan
- 1959 När vi snöade inne
  - Als wir eingeschneit waren, dt. von Fritz Westphal; Oetinger Verlag, Hamburg 1960.
- 1960 Gubben och kanariefågeln
  - Der blaue Kanarienvogel, dt. von Margot Franke; Oetinger Verlag, Hamburg 1961.
- 1960 Måns och Mia
- 1960 När vi regnade inne
  - Unser Schweinchen im Regen, dt. von Fritz Westphal; Oetinger Verlag, Hamburg 1961.
- 1961 Cecilia
- 1961 Känner du Jonas?
  - Jonas geht aus, dt. von Fritz Westphal; Oetinger Verlag, Hamburg 1962.
- 1961 Magnus och skeppshunden Jack
- 1961 Resebidrag
- 1961 Stina och Anders i Göteborg
- 1961 Jonas går på stan
- 1962 Kvinnorna
- 1962 Mick och Malin
- 1962 Lill-Olle och sommardagen
  - Sommer auf Pelles Hof, dt. von Margot Franke; Oetinger Verlag, Hamburg 1963.
- 1962 Det nya huset
  - Das neue Haus, dt. von Margot Franke; Oetinger Verlag, Hamburg 1963.
- 1962 Liselott och garaffen
  - Komm mit mir, kleine Bronx, dt. von Hildegard und Fritz Westphal; Oetinger Verlag, Hamburg 1962.
- 1963 Boken om Magnus
- 1963 Hunden Buster
- 1963 Historien om en by
- 1963 Här kommer Petter
  - Hier kommt Petter, dt. von Anna-Liese Kornitzky; Oetinger Verlag, Hamburg 1963.
- 1964 En sommar för Erika
  - Und plötzlich wurde alles anders, dt. von Waltraude Callsen; Boje Verlag, Stuttgart 1969.
- 1964 När hönsen blåste bort
  - Als die Hühner weggeweht wurden, dt. von Silke von Hacht; Oetinger Verlag, Hamburg 1964.
- 1964 Här kommer Petter igen
  - Petter kommt wieder, dt. von Anna-Liese Kornitzky; Oetinger Verlag, Hamburg 1964.
- 1965 Liselott och de andra
  - Lieselotte und die anderen, dt. von Thyra Dohrenburg; Oetinger Verlag, Hamburg 1966.
- 1965 Den nya vägen
  - Die neue Straße, dt. von Margot Franke; Oetinger Verlag, Hamburg 1966.
- 1966 Petter klarar allt
  - Petter und die Seilerbande, dt. von Anna-Liese Kornitzky; Oetinger Verlag, Hamburg 1965.
- 1966 Sara och blåmesen
  - Lena, dt. von Karl Kurt Peters; Oetinger Verlag, Hamburg 1968.
- 1966 Älskaren
- 1967 Bara Liselott
  - Ein ungewöhnliches Mädchen, dt. von Thyra Dohrenburg; Oetinger Verlag, Hamburg 1968.
- 1967 Den nya bron
- Die neue Brücke, dt. von Margot Franke; Oetinger Verlag, Hamburg 1968.
- 1967 Magnus hade en ekorre
  - Ein Eichhörnchen für Matthias, dt. von Silke von Hacht; Oetinger Verlag, Hamburg 1968.
- 1967 Sara och sommarhuset
- 1968 Magnus, Lindberg och hästen Mari
- 1968 Expedition snöstorm
  - Expedition Schneesturm, dt. von Anna-Liese Kornitzky; Oetinger Verlag, Hamburg 1970, ISBN 3-7891-2075-8.
- 1968 Jag vill inte, sa Sara
- 1968 Lill-Anna, Johan och den vilda björnen
- 1968 Stina och Lars reser till mormor
- 1968 Stina och Lars på äventyr
- 1969 Franssonsbarna i Fågelhult
  - Die Vogelhutkinder, dt. von Thyra Dohrenburg; Oetinger Verlag, Hamburg 1970, ISBN 3-7891-1874-5.
- 1969 När Per gick vilse i skogen
- 1970 Nästan en idyll
- 1970 Barn, barnbok, barboksförfattare
- 1970 Min pappa är läkare
- 1970 Sara och lillebror
- 1970 Åke går till sjöss
- 1970 Hur blev det hav?
- 1970 Pelle Jansson, en kille med tur
  - Jan Jansson, ein Junge mit Glück, dt. von Anna-Liese Kornitzky; Oetinger Verlag, Hamburg 1971, ISBN 3-7891-1875-3.
- 1970 Vad händer i havet?
- 1971 Titta jag kan gå
- 1971 Elise och Rickard
- 1971 Pelle Jansson, en kille mitt i stan
  - Jan Jansson, ein Junge mit Mumm, dt. von Anna-Liese Kornitzky; Oetinger Verlag, Hamburg 1973, ISBN 3-7891-1876-1.
- 1972 Pelle Jansson, en kille som inte ger sig
  - Jan Jansson, dt. von Anna-Liese Kornitzky; Verlag Erziehung und Wissenschaft, Hamburg 1976, ISBN 3-8103-0307-0.
- 1972 Elise ensam
- 1973 Den gamla bilen
- 1973 Berättelsen om Elin
- 1973 Dagen när allting hände
  - Der Tag, an dem alles geschah, dt. von Anna-Liese Kornitzky; Oetinger Verlag, Hamburg 1974, ISBN 3-7891-2076-6.
- 1973 Elise och de andra
- 1974 Vilse i fjällen
- 1975 Varför blir det så?
- 1975 Den stora snöstormen
  - Der grosse Schneesturm, dt. von Gertrud Rukschcio; Verlag St. Gabriel, Mödling 1978, ISBN 3-85264-114-4.
- 1975 Malin på en öde ö
- 1975 Veckan Anna och Vlasto försvann
  - Ulla und der fremde Junge, dt. von Waltraude Callsen; Boje Verlag, Stuttgart 1978, ISBN 3-414-11160-8.
- 1976 Anders och Joakim
- 1976 Svar till
- 1976 Fågelpojken
- 1976 Alberta
- 1976 Dagen innan vintern kom
- 1977 De fyra hemlösa
  - Die vier Heimatlosen, dt. von Katja Nordmann-Mörike; Urachhaus, Stuttgart 1984, ISBN 3-87838-401-7.
- 1977 Kära Alberta
  - Die beiden Seiten des Glücks, dt. von Waltraude Callsen; Boje Verlag, Stuttgart 1981, ISBN 3-414-10650-7.
- 1977 Fem dagar i november
- 1977 Malin har en hemlighet
- 1977 Dagen när Simon flyttade
- 1978 Juni månad är lång
- 1978 Jag, Alberta
- 1978 Malin är indian
- 1978 Aron heter jag
  - Ich heisse Aron, dt. von Anna-Liese Kornitzky; Oetinger Verlag, Hamburg 1979, ISBN 3-7891-2078-2.
- 1979 Äntligen Alberta
- 1979 Dagen när Simon strejkade
- 1980 Christer som älskar
- 1980 Vilhelmina-den ensamma hunden
- 1980 Ni får inte skiljas
- 1980 Jakten på Janne
  - Jagd auf Janne, dt. von Anna-Liese Kornitzky; Oetinger Verlag, Hamburg 1977, ISBN 3-7891-1877-X.
- 1981 Den handikappade människan
- 1981 Svenne Jägare
- 1981 Någon måste vara Nora
- 1981 Mormorsmordet
- 1981 Den sista dagen
- 1981 Hot, varning, fara
- 1981 Nissa M slår tillbaka
- 1981 Malin på Mississippi
- 1982 Min storebror Jim
- 1982 Det gäller livet
- 1982 Jag är med barn
- 1982 Janne ställer upp
- 1983 Rånet
- 1983 Malin är osynlig
- 1983 Aj, det gör ont!
  - Aua, das tut weh!, dt. von Angelika Kutsch; Oetinger Verlag, Hamburg 1988, ISBN 3-7891-6076-8.
- 1984 Silverskattenn
- 1984 Malin i djungeln
  - Malin im Dschungel, dt. von Angelika Kutsch; Oetinger Verlag, Hamburg 1983, ISBN 3-7891-1655-6.
- 1984 Hämnden
- 1985 Jakten på den försvunna lådan
- 1985 Den natten i Paris
- 1985 Ola och Oskar
- 1985 Sjörövarna kommer
- 1985 Lisa blir arg
- 1985 David spelar på gatan
- 1985 Daniel tar flyget
- 1985 Johannes
- 1986 Ola och ovädret
- 1986 Daniel ensam i Paris
- 1986 Hemlighetsfulla husets gåta
- 1986 Nora
- 1986 Valdemar som hade 7 liv
- 1987 Älskade Alberta
- 1987 Daniel i Rom
- 1987 Jon rider mot söder
- 1987 Anna 7 år
  - Anna, 7 Jahre, dt. von Angelika Kutsch; Carlsen Verlag, Reinbek 1987, ISBN 3-551-53162-5.
- 1987 Anna och hemligheten
  - Anna, Lena und das Geheimnis, dt. von Angelika Kutsch; Carlsen Verlag, Reinbek 1987, ISBN 3-551-53167-6.
- 1988 Anna är både stor och liten
  - Anna mal gross, mal klein, dt. von Angelika Kutsch; Carlsen Verlag, Reinbek 1988, ISBN 3-551-53188-9.
- 1988 Vargen jagar ensam
- 1988 Mord bland näckrosor
- 1988 Prins Jan är försvunnen
- 1988 Björnjakten
- 1988 Boken om Sara
- 1988 Fredagen den trettonde
- 1989 Frihet och bröd
- 1989 Det stora äventyret
- 1989 Simon och Helga
- 1989 Handelsboden
- 1989 Barnen i kopparstaden
  - Wie Erik und Lena ein Zuhause fanden, dt. von Angelika Kutsch; Oetinger Verlag, Hamburg 1990, ISBN 3-7891-6077-6.
- 1989 En lördag i maj
- 1989 Anna sitter barnvakt
  - Anna vor der Tür, dt. von Angelika Kutsch; Carlsen Verlag, Reinbek 1989, ISBN 3-551-53280-X.
- 1989 Anna är kär
  - Anna ist verliebt, dt. von Angelika Kutsch; Carlsen Verlag, Reinbek 1989, ISBN 3-551-55020-4.
- 1990 Pilbågen
- 1990 Flodfärden
- 1991 Joel-pojken som försvann
- 1991 Hassan Hassan vinner första åket
- 1991 Ett inbrott i juni
- 1991 Graven öppnar sig
- 1992 Bokstavsdjur
- 1992 Pieter, äventyraren
  - Pieter, der Abenteurer, dt. von Marianne Vittinghoff; Boje Verlag, Erlangen 1995, ISBN 3-414-88616-2.
- 1992 Boken om Anna
- 1992 Hassan Hassans sista störtlopp
- 1993 Pieter, främlingen
- 1993 Hassan Hassan svartskalle
- 1994 Pieter, sjörövaren
- 1994 Hassan Hassan slalomåkaren
- 1994 En moped i augusti
- 1994 Den svarta ormen
- 1995 Lina reser till farmor
- 1995 Försvunnen i september
- 1995 Jag, Gustav Vasa
- 1996 Pedro flyr
- 1996 Alla vi barn i världen
  - Hallo, mein Freund: Ein UNICEF-Bilderbuch über die Kinder der Welt, Deutsches Komitee für UNICEF, Köln.
- 1997 Pedro ensam
- 1997 Vildhunden Leopold
- 1997 Kameran ser allt
- 1997 Jag, Kristina
- 1998 Lina bygger en koja
- 1998 Främlingens son
- 1998 Jag, Karl den tolfte
- 1998 Vildhunden Leopold i knipa
- 1999 Jag, Gustav den tredje
- 1999 Adams häst
  - Ein Pony für Adam, dt. von Sarah Bosse; Egmont Schneider, München 2001, ISBN 3-505-11536-3.
- 2000 Vildhunden Leopold i fara
- 2000 Vildhunden Leopold åker tåg
- 2000 Jag, Erik den fjortonde
- 2000 Den främmande byn
- 2001 Adam rider ensam
- 2001 Vildhunden Leopold hittar hem
- 2001 Jag, Martin Luther
- 2002 Matti, den vita indianen
- 2002 Adam och vildhästen
- 2002 Jag, Karl den fjortonde Johan
- 2003 Den hemliga signalen
- 2003 Matti, vägvisare
- 2003 Odd sjöfararen
- 2003 Jag, Margareta kung byxlös
- 2004 Jag, upptäcktsresande Sven Hedin
- 2004 Staden brinner
- 2004 Matti, jägare
- 2005 Jag ska ha barn
- 2006 Ola, Peter och Emma
- 2006 Jag, Gustav den andre Adolf
- 2012 Mia fyller år
- 2012 Julia är inte dum!
- 2012 Joel är död
- 2012 Jan köper en tröja
- 2012 Jan hos frisören
- 2012 Fredagsmys
- 2012 Filmen
- 2012 Exet
- 2013 Vardag
- 2013 Bröllopet
- 2013 Beslutet
- 2013 Barnet
- 2014 Vilken blomma behöver ingen mobil?
- 2014 Semester
- 2014 Kyssen
- 2014 Huset
- 2014 Försvunnen
- 2014 Dörren är låst
- 2016 Biblioteket

Anthologie
- Am liebsten möchte ich Gänseblümchen essen, dt. von Anna-Liese Kornitzky; Oetinger Verlag, Hamburg 1977, ISBN 3-7891-2077-4. (3 Kurzgeschichten)